# 종말의 이제타
종말의 이제타(Izetta: The Last Witch, 終末のイゼッタ)는 2016년 일본 판타지 애니메이션 TV 시리즈이다. 이 프로젝트는 2016년 6월 10일 공식 홈페이지 오픈과 영상을 통해 발표됐다. 아지아도가 제작하고 후지모리 마사야가 감독을 맡은 이 시리즈는 2016년 10월 1일부터 12월 17일까지 방영됐다.

## 줄거리
제2차 세계 대전 직전의 대체 지구를 배경으로 하는 이 이야기는 만지는 모든 물체를 마법으로 조작할 수 있는 능력을 소유한 마녀 부족의 마지막 생존자 이제타의 이야기를 따라간다. 이제타는 게르마니아 제국주의 세력의 침공으로부터 피네 공주와 작은 알프스 국가인 아일슈타트를 보호할 것을 맹세한다.